# Лімба (острів)
Лімба — незаселений острів у дельті Дунаю, входить до складу Одеської області України.

## Географія
Острів розташований неподалік від кордону з Румунією.

### Клімат
Клімат помірний. Середня температура 12 °С. Найтепліший місяць – липень, температура 24 °C, а найхолодніший січень – 1°C. Середня кількість опадів становить 697 міліметрів на рік.